# Смушок

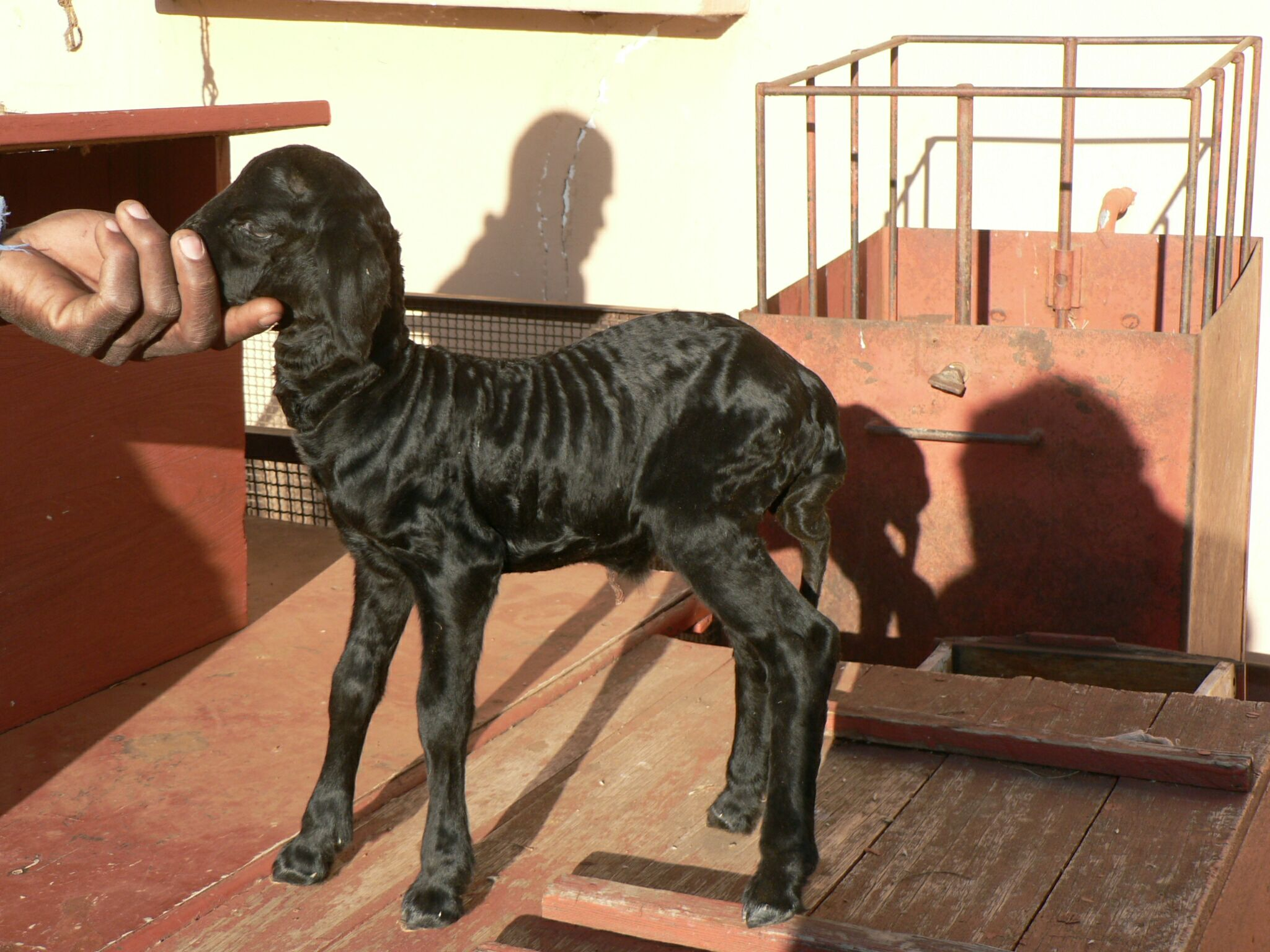
Ягня каракульської вівці

Сму́шок — шкура, хутро новонародженого ягняти смушково-молочних овець, забитого в перші дні після народження. Волосяний покрив таких ягнят зібраний у завитки різної форми й кольору, які на поверхні шкірки утворюють характерний малюнок.
Найціннішими вважаються шкірки, що мають хвилясті й бобовидні завитки, з ягнят каракульської породи овець. Особливо великий попит мають також сиві смушки блакитного відтінку сокільської породи овець.
За кольором, якістю волосяного покриву й розміром смушок поділяють на три сорти. Його використовують для виготовлення шапок, манто, комірів та інших виробів з хутра.